# Ahun
Ahun är en kommun i departementet Creuse i regionen Nouvelle-Aquitaine i de centrala delarna av Frankrike. Kommunen ligger i kantonen Ahun som tillhör arrondissementet Guéret. År 2022 hade Ahun 1 442 invånare.
På occitanska heter orten Aiun.

## Befolkningsutveckling
Antalet invånare i kommunen Ahun
Referens:INSEE